# Pseudacteon borgmeieri
Pseudacteon borgmeieri är en tvåvingeart som beskrevs av Schmitz 1923. Pseudacteon borgmeieri ingår i släktet Pseudacteon och familjen puckelflugor. Inga underarter finns listade i Catalogue of Life.